# Шадрино (Идринский район)
Шадрино — деревня  в Идринском районе Красноярского края в составе  Романовского сельсовета.

## География
Находится  примерно в  37 километрах по прямой на север-северо-запад от районного центра села Идринское.

## Климат
Климат резко - континентальный с холодной зимой и жарким летом, суровый, с большими годовыми и суточными амплитудами температуры. Максимальная высота снежного покрова 46 см. Среднемесячная температура января -21,1 ºС, июля +18,4 ºС. Продолжительность безморозного периода составляет 100 дней. Средняя дата последнего заморозка – 29 мая, первого заморозка – 7 сентября. Вегетационный период (с температурами выше +5ºС) длится 157 дней. Годовая сумма осадков составляет 387 мм, причем большая ее часть выпадает в теплый период года (81 % от годовой суммы).

## История
Упоминается с 1900 года. Основана переселенцами из Белоруссии.

## Население
Постоянное население составляло 15 человек в 2002 году (100% русские),  2 в 2010.